# Веротърпимост
Веротърпимостта е толеранс към друга религия, вяра, и е социален, културен и религиозен термин използван за описание на колективно и индивидуално поведение, което се състои в непреследване на онези, чийто начин на мислене или действие, не съвпада с традиционното общностно разбиране, светоглед, ценности.
Обикновено този термин се употребява за ненасилствено поведение, въз основа на обществен консенсус и се използва във връзка с проблемите на религията, политиката и морала.